# Walter Steins
Pour les articles homonymes, voir Steins.
Walter Steins, né le 1er juillet 1810 à Amsterdam (Pays-Bas) et décédé le 7 septembre 1881 à Sydney (Australie), était un prêtre jésuite néerlandais, missionnaire en Inde, vicaire apostolique à Bombay (1861) et ensuite au Bengale Occidental (1867) et finalement archevêque-évêque d’Auckland en Nouvelle-Zélande (1880). 

## Biographie

### Formation en Europe
Ne dans une famille de commerçants, Steins entre au noviciat des jésuites de Belgique, à Nivelles, le 16 décembre 1832. Il enseigne quelque temps aux collèges de Namur et de Liège avant de faire ses études de théologie (1843-1845) à Louvain, où il est ordonné prêtre en 1845. 
Son Troisième An terminé à Tronchiennes il est envoyé au collège de Katwijk dont il devient le recteur en 1848. C’est alors qu’il rencontre Alexis Canoz, jésuite français et vicaire apostolique de Madurai (Inde) en tournée de propagande et recrutement en Europe. Cette rencontre décide de sa vocation missionnaire.

### A Bombay et Calcutta
Sur proposition de la Propaganda Fide le P. Steins est envoyé à Bombay où il arrive en janvier 1853. Dès 1854 il est supérieur de la mission jésuite et est l’âme de la fondation d’un collège à Bombay en 1855, tout en étant aumônier militaire à Pune. 
Lorsque, en 1858, la mission de Bombay est confiée à la Compagnie de Jésus, Alexis Canoz en devient le vicaire apostolique. Walter Steins lui succède en 1860 et est ordonné évêque à Bruxelles le 29 juin 1861. Il a 22 jésuites et 21 prêtres séculiers. Mais la confusion et la discorde sont grandes, étant donné la double juridiction ecclésiastique sur Bombay, les prêtres portugais s’en tenant à celle du 'Padroado', qui n’est plus reconnu par le Saint-Siège. 
Malgré une santé délicate il administre avec un certain succès le vicariat de Bombay, sans parvenir pour autant à résoudre le conflit. En 1867, Walter Steins est transféré à Calcutta, comme vicaire apostolique du Bengale Occidental. Comme il le fit à Bombay, il appelle à Calcutta les Filles de la Croix pour y ouvrir un asile pour femmes pauvres, et un orphelinat à Balasore. Trois ans plus tard, il se trouve à Rome pour prendre part au concile Vatican I (1870). 
De retour à Calcutta, sa santé se détériore à nouveau et sur conseil de son médecin il est contraint de rentrer en Europe (28 mars 1875). Les médecins diagnostiquent une maladie du cœur et déconseillent son retour en Inde. Walter Steins fait cependant le voyage de Calcutta (1876) pour remettre les rênes du diocèse à Paul Goethals qui lui succède officiellement en 1878. 

### Évêque d’Auckland
Libéré de sa charge et devenu aumônier des Dames du Sacré-Cœur à Conflans, près de Paris, Steins apprend avec surprise (début 1879) que le Saint-Siège l’a nommé évêque du diocèse nouvellement érigé d’Auckland en Nouvelle-Zélande (avec le titre personnel d’archevêque)... Malgré son âge (69 ans) et une santé délicate, il entreprend le long voyage et arrive à Auckland en octobre 1879. Il est vite évident qu’il n’est pas en mesure de remplir ses obligations épiscopales. 
Il reprend le chemin de l’Europe en mai 1881, mais, arrivé à Sydney, il est trop malade pour continuer le voyage. Après quatre mois passés chez les jésuites irlandais de la ville, il meurt le 7 septembre 1881.

## Sources
- Henri Josson, La Mission du Bengale occidental, t. 1, Bruges, 1921.